# Флорис V (Холандия)
Флорис V (на нидерландски: Floris V, „der keerlen god“ „Бог на бедните хора“; на немски: Florens V; * 1254, Лайден, Холандия; † 27 юни 1296, при село Муидерберг, Муиден, Холандия) от род Герулфинги, е значим граф на Холандия (1256 – 1296).

## Биография
Той е единственият син и наследник на римско-немския крал Вилхелм II Холандски (1228 – 1256) и съпругата му Елизабет фон Брауншвайг (1235 – 1266) от фамилията Велфи, дъщеря на Ото Детето (1204 – 1252), херцог на Брауншвайг-Люнебург, и съпругата му Матилда от Бранденбург. Едва през 1282 г. той намира трупа на убития си баща и го занася в Миделбург.
След смъртта на баща му той е до 1266 г. под опекунството на чичо му Флоренс Фогт, след неговата смърт (1258) до 1263 г. на леля му Аделхайд Холандска (1230 – 1284) и накрая по настояване на благородниците под граф Ото II от Гелдерн на 12 години е обявен за пълнолетен.
Флорис води успешна война и през 1282 г. подчинява Западна Фризия. От 1287 г. до смъртта си той води войни с Фландрия.
Той се грижи за бедните в страната си и е наречен от враговете му „Бог на бедните хора“. Когато взема страна на англичаните притив французите, той е убит в заговор през 1296 г.

## Фамилия
Флорис е женен за Беатриса († 1296), дъщеря на граф Гуидо I от Фландрия. С нея той има десет деца, от които само две порастват:
- Маргарите, сгодена за Алфонсо, граф на Честър (1273 – 1284), деветият син на английския крал Едуард I
- Йохан I (1284 – 1299), граф на Холандия, женен 1297 г. за Елизабет Плантагенет (1282 – 1316), дъщеря на английския крал Едуард I

Флорис има няколко незаконни деца:
- Вит ван Хаемстеде (Haemstede) (1280/1282 – 1321)
- Катерина ван Холанд, омъжена за Зведер бургграф на Монтфурт
- Герхард († 1327)
- Вилем
- Алида
- Петер
- Дирк